# Anii 1940 în film
- Anii 1930 în cinematografie — Anii 1940 în cinematografie — Anii 1950 în cinematografie

În anii 1940 au avut loc mai multe evenimente în industria filmului:

## Filme
Aceasta este o listă incompletă de filme produse în anii 1940:

### A
- A-Haunting We Will Go (1942)[1]
- Abbott and Costello Meet Frankenstein (1948)[2][3]
- Abbott and Costello Meet the Killer, Boris Karloff (1949)[4]
- Across the Pacific (1942)
- Act of Violence (1948)[5][6]
- Action in the North Atlantic (1943)
- Adam's Rib (1949)[7]
- Adventure Island (1947)[8]
- Adventures of Don Juan (1948)
- The Adventures of Ichabod and Mr. Toad (1949)[9]
- Africa Screams (1949)[10]
- Ahí está el detalle (1940)[11]
- Air Raid Wardens (1943)[12]
- All the King's Men (1949)[13]
- All This and Heaven Too (1940)[14]
- All This and Rabbit Stew (1941)[15]
- All Through the Night (1941)
- Anchors Aweigh (1945)[16]
- Andy Hardy Meets Debutante (1940)
- Angel and the Badman (1947)[17]
- Anna and the King of Siam (1946)[18]
- Arabian Nights (1942)
- Arsenic and Old Lace (1944)[19]
- Aventure Malgache (1944)[20]

### B
- Babes on Broadway (1941)[21]
- Baby Bottleneck (1946) [necesită citare]
- The Bachelor and the Bobby-Soxer (1947)
- Ball of Fire (1941)[22]
- Bambi (1942)[23]
- The Barkleys of Broadway (1949)
- Bataan (1943)
- Battleground (1949)[24][25]
- The Battle of San Pietro (1945) [necesită citare]
- The Beast with Five Fingers (1946)
- La Belle et la Bête (1946) [necesită citare]
- The Bells of St. Mary's (1945)
- Best Foot Forward (1943)
- The Best Years of Our Lives (1946)[26]
- Bicycle Thieves (1947) [necesită citare]
- The Big Clock (1948)[27]
- The Big Sleep (1946) [necesită citare]
- The Big Store (1941) [necesită citare]
- The Bishop's Wife (1947)
- Black Narcissus (1947)
- The Black Swan (1942)
- Blood and Sand (1941)
- The Blood of Jesus (1941) [necesită citare]
- Blossoms in the Dust (1941)
- Blue Skies (1946)
- Bluebeard (1944) [necesită citare]
- Boom Town (1940)
- Boomerang (1947)
- Born to Kill (1947)
- Brief Encounter (1945) [necesită citare]
- The Bride Came C.O.D. (1941)
- Brother Orchid (1940)
- Buck Privates (1941)

### C
- Cabin in the Sky (1943)
- Call Northside 777 (1948)
- Captains of the Clouds (1942)
- Casablanca (1942)
- Cass Timberlane (1947)
- Cat People (1942)
- Citizen Kane (1941)
- City for Conquest (1940)
- Command Decision (1948)
- The Corpse Vanishes (1942)
- Crazy House (1943)
- Criss Cross (1949)
- Crossfire (1947)
- The Clock (1945)
- The Curse of the Cat People (1944)

### D
- Daisy Kenyon (1947)
- The Dark Corner (1946)
- Dark Passage (1947)
- Day of Wrath (1943)
- Dead Men Walk (1943)
- Destination Tokyo (1943)
- Detour (1945)
- The Devil and Miss Jones (1941)
- Dillinger (1945)
- Dive Bomber (1941)
- The Dolly Sisters (1945)
- Double Indemnity (1944)
- A Double Life (1947)
- Down Argentine Way (1940)
- Down to Earth (1947)
- Dr. Jekyll and Mr. Hyde (1941)
- Dragon Seed (1944)
- Dragonwyck (1946)
- DuBarry Was a Lady (1943)
- Duel in the Sun (1946)
- Dumbo (1941)

### E
- Easter Parade (1948)
- The Emperor Waltz (1948)

### F
- Fantasia (1940)
- The Farmer's Daughter (1947)
- Flamingo Road (1949)
- Flying Tigers (1942)
- Flying Wild (1941)
- For Me and My Gal (1942)
- For Whom the Bell Tolls (1943)
- A Foreign Affair (1948)
- Foreign Correspondent (1940)
- Fort Apache (1948)
- The Fountainhead (1949)
- Four Jills in a Jeep (1943)
- Frankenstein Meets the Wolf Man (1943)
- The Fugitive (1947)
- Fun and Fancy Free (1947)

### G
- That Gang of Mine (1940)
- The Gang's All Here (1943)
- Gaslight (1944)
- Gentleman Jim (1942)
- Gentleman's Agreement (1947)
- The Ghost of Frankenstein (1942)
- The Ghost and Mrs. Muir (1947)
- Gilda (1946)
- Girl Crazy (1943)
- Going My Way (1944)
- Go West (1940)
- Good News (1947)
- The Grapes of Wrath (1940)
- The Great Dictator (1940)
- Great Expectations (1946)
- The Great Lie (1941)
- Guest Wife (1945)

### H
- Hamlet (1948)
- Happy Land (1943)
- The Harvey Girls (1946)
- He Walked by Night (1948)
- Heaven Can Wait (1943)
- The Heiress (1949)
- Hello, Frisco, Hello (1943)
- Henry V (1944)
- Here Comes Mr. Jordan (1941)
- High Sierra (1941)
- Hired! (1940)
- His Girl Friday (1940)
- Hold That Ghost (1941)
- Holiday Inn (1942)
- Hollywood Canteen (1944)
- House of Dracula (1945)
- House of Frankenstein (1944)
- How Green Was My Valley (1941)
- Humoresque (1946)

### I
- I Was a Male War Bride (1949)
- In the Good Old Summertime (1949)
- In the Navy (1941)
- Invisible Agent (1942)
- The Invisible Man Returns (1940)
- The Invisible Man's Revenge (1944)
- The Invisible Woman (1940)
- It's a Wonderful Life (1946)
- It Happens Every Spring (1949)

### J
- Jammin' the Blues (1944)
- Jane Eyre (1944)
- Jitterbugs (1943)
- Johnny Angel (1945)
- Johnny Belinda (1948)
- The Jolson Story (1946)

### K
- Keep 'Em Flying (1941)
- Key Largo (1948)
- The Keys of the Kingdom (1944)
- King's Row (1942)
- Kiss of Death (1947)
- Kitty Foyle (1940)

### L
- Lady Be Good (1941)
- The Lady Eve (1941)
- The Lady from Shanghai (1948)
- Lady in the Lake (1947)
- Lassie Come Home (1943)
- Late Spring (1949)
- Laura (1944)
- Leave Her to Heaven (1945)
- The Letter (1940)
- A Letter to Three Wives (1949)
- Life Begins for Andy Hardy (1941)
- Lifeboat (1944)
- The Little Foxes (1941)
- Little Nellie Kelly (1940)
- Little Women (1949)
- The Lost Weekend (1945)
- Love Crazy (1941)
- Love Happy (1949)
- Love Laughs at Andy Hardy (1946)

### M
- The Mad Monster (1942)
- Madame Bovary (1949)
- Madame Curie (1943)
- The Magnificent Ambersons (1942)
- Major Barbara (1941)
- Make Mine Music (1946)
- The Maltese Falcon (1941)
- The Man Who Came to Dinner (1942)
- The Mark of Zorro (1940)
- Meet John Doe (1941)
- Meet Me in St. Louis (1944)
- Meet the People (1944)
- Melody Time (1948)
- Meshes of the Afternoon (1943)
- Mighty Joe Young (1949)
- Mildred Pierce (1945)
- Miracle on 34th Street (1947)
- Mom and Dad (1945)
- Momotaro's Divine Sea Warriors (1945)
- Momotaro's Sea Eagles (1942)
- The Monster Maker (1944)
- Moon Over Miami (1941)
- The More the Merrier (1943)
- Mr. Blandings Builds His Dream House (1948)
- Mr. & Mrs. Smith (1941)
- Mr. Skeffington (1944)
- Mrs. Miniver (1942)
- The Mummy series:
  - The Mummy's Hand (1940)
  - The Mummy's Tomb (1942)
  - The Mummy's Ghost (1944)
  - The Mummy's Curse (1944)
- My Darling Clementine (1946)
- Mysterious Island (1941)
- My Friend Flicka (1943)

### N
- National Velvet (1944)
- The Naughty Nineties (1945)
- Neptune's Daughter (1949)
- Night and Day (1946)
- A Night in Casablanca (1946)
- Nightmare Alley (1947)
- Notorious (1946)
- Now, Voyager (1942)

### O
- Objective, Burma! (1945)
- Oliver Twist (1948)
- On the Town (1949)
- One Foot in Heaven (1941)
- One Million B.C. (1940)
- Orchestra Wives (1942)
- Our Town (1940)
- Out of the Past (1947)
- The Ox-Bow Incident (1943)

### P
- The Paleface (1948)
- The Palm Beach Story (1942)
- Passage to Marseille (1944)
- Penny Seranade (1941)
- Phantom of the Opera (1943)
- The Philadelphia Story (1940)
- The Picture of Dorian Gray (1945)
- The Pied Piper (1942)
- Pimpernel Smith (1941)[28]
- Pinocchio (1940)
- The Pirate (1948)
- Possessed (1947)
- The Postman Always Rings Twice (1946)
- Presenting Lily Mars (1943)
- Pride and Prejudice (1940)
- The Pride of the Yankees (1942)
- The Prime Minister (1941)
- Princes of Foxes (1949)
- Princess Iron Fan (1941)

### Q
- Quai des Orfèvres (quay of the goldsmiths) (1947)
- Queen of the Amazons (1947)

### R
- Random Harvest (1942)
- The Razor's Edge (1946)
- Reap the Wild Wind (1942)
- Rebecca (1940)
- Red River (1948)
- The Red Shoes (1948)
- The Reluctant Dragon (1941)
- Reunion in France (1942)
- Road to Morocco (1942)
- Road to Singapore (1940)
- Road to Utopia (1946)
- Road to Zanzibar (1941)
- Romance on the High Seas (1948)

### S
- Saludos Amigos (1942)
- Samson and Delilah (1949)
- Sands of Iwo Jima (1949)
- The Sea Hawk (1940)
- The Sea of Grass (1947)
- Sergeant York (1941)
- A Scandal in Paris (1946)
- Shadow of a Doubt (1943)
- The Shanghai Gesture (1941)
- She-Wolf of London (1946)
- She Wore a Yellow Ribbon (1949)
- Shock (1946)
- The Shop Around the Corner (1940)
- Since You Went Away (1944)
- Sleep, My Love (1948)
- The Snake Pit (1948)
- So Dear to My Heart (1949)
- Somewhere in the Night (1946)
- Son of Dracula (1943)
- The Song of Bernadette (1943)
- Song of the South (1946)
- Spellbound (1945)
- State Fair (1945)
- State of the Union (1948)
- A Stolen Life (1946)
- Stormy Weather (1943)
- Strange Cargo (1940)
- The Stratton Story (1949)
- Strike Up the Band (1940)
- Sullivan's Travels (1941)
- Sun Valley Serenade (1941)
- Suspicion (1941)

### T
- The Talk of the Town (1942)
- That Night in Rio (1941)
- They Died with Their Boots On (1941)
- They Were Expendable (1945)
- They Won't Believe Me (1947)
- The Thief of Bagdad (1940)
- The Third Man (1949)
- The Three Caballeros (1944)
- The Three Musketeers (1948)
- Thirty Seconds over Tokyo (1944)
- Thousands Cheer (1943)
- Till the Clouds Roll By (1946)
- To Be or Not to Be (1942)
- To Each His Own (1946)
- To Have and Have Not (1944)
- The Treasure of the Sierra Madre (1948)
- Tulsa (1949)
- Twelve O'Clock High (1949)

### U
- Unconquered (1947)

### V
- Victory Through Air Power (1943)

### W
- Watch on the Rhine (1943)
- Waterloo Bridge (1940)
- Week-End in Havana (1941)
- Where the Sidewalk Ends (1949)
- Whirlpool (1949)
- White Heat (1949)
- Wing and a Prayer (1944)
- The Wolf Man (1941)
- Woman of the Year (1942)
- Words and Music (1948)

### Y
- A Yank in the RAF (1941)
- Yankee Doodle Dandy (1942)
- The Yearling (1946)
- You Were Never Lovelier (1942)
- You'll Never Get Rich (1941)

### Z
- Ziegfeld Follies (1946)
- Ziegfeld Girl (1941)

## Nașteri
1940:

## Decese
1940: